# Blockhalde

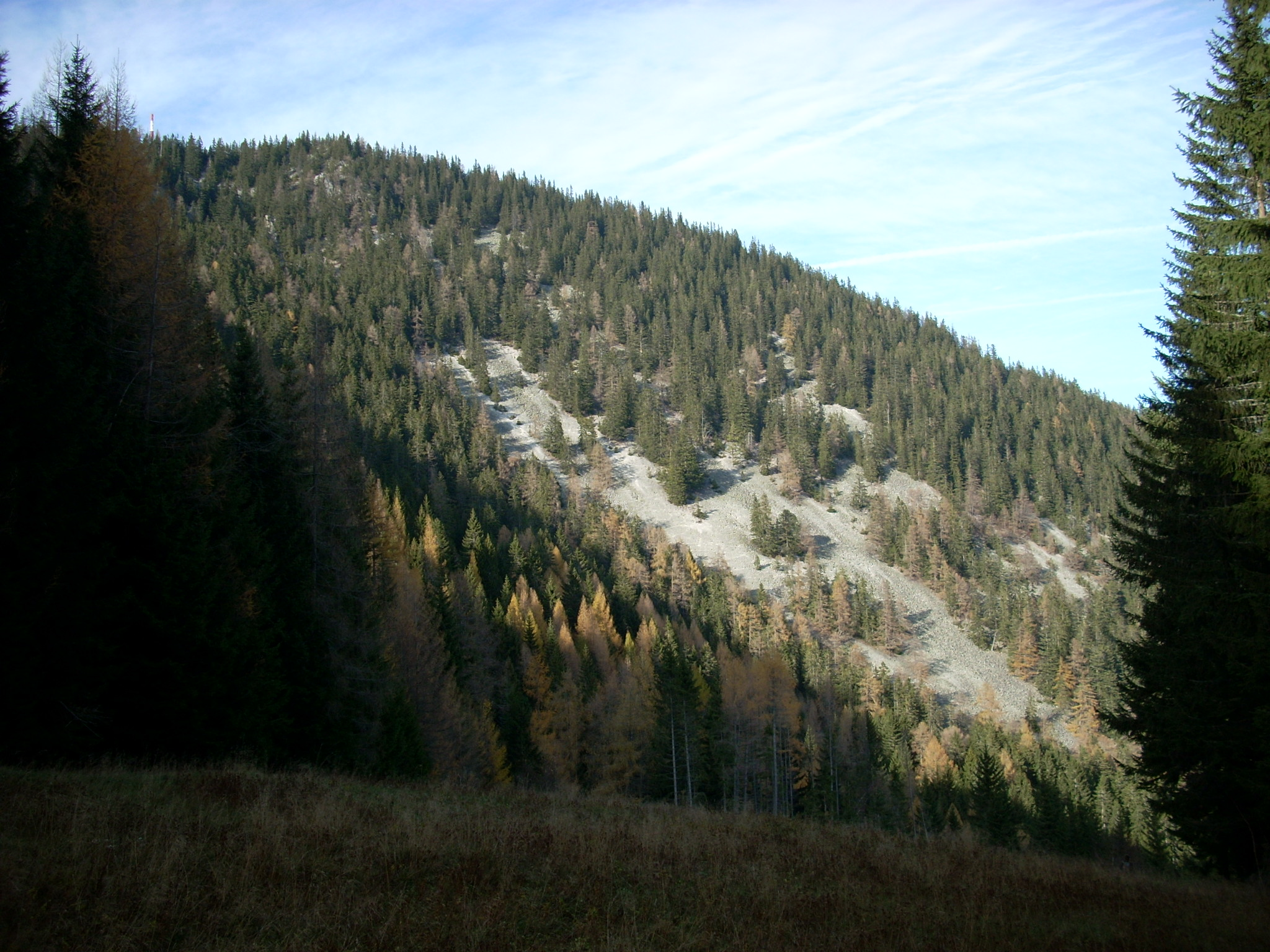
Blockhalde am Südhang des Sonnwendsteins, niederösterreichisch-steirische Kalkalpen

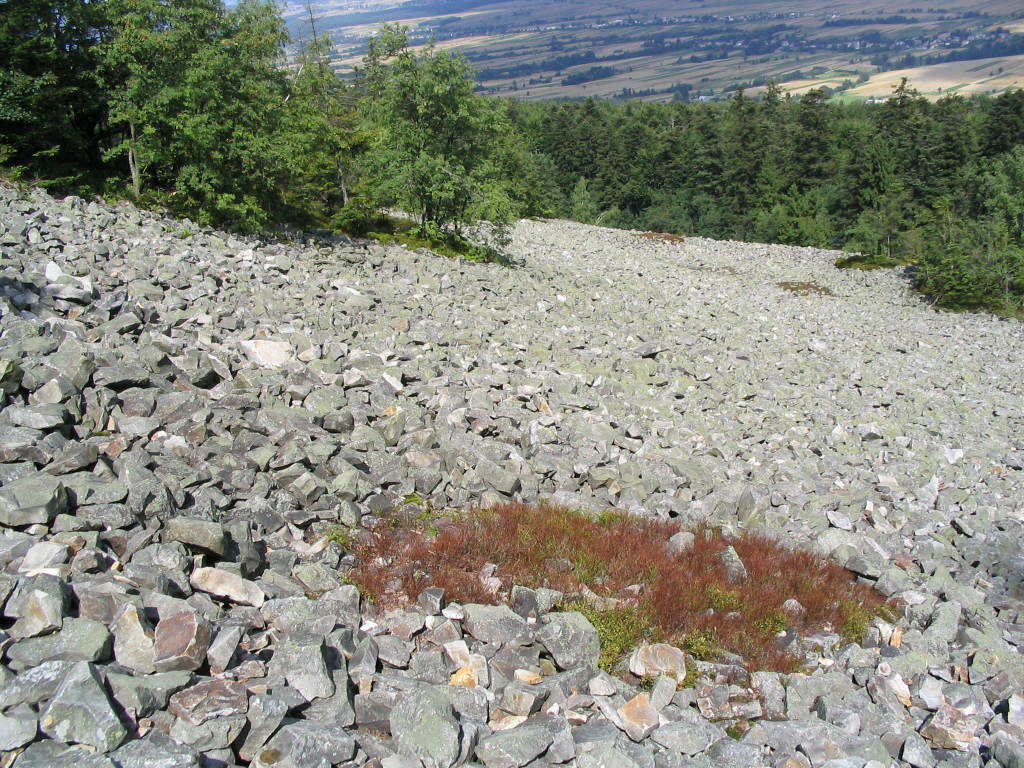
Blockhalde an der Łysa Góra im Heiligkreuzgebirge

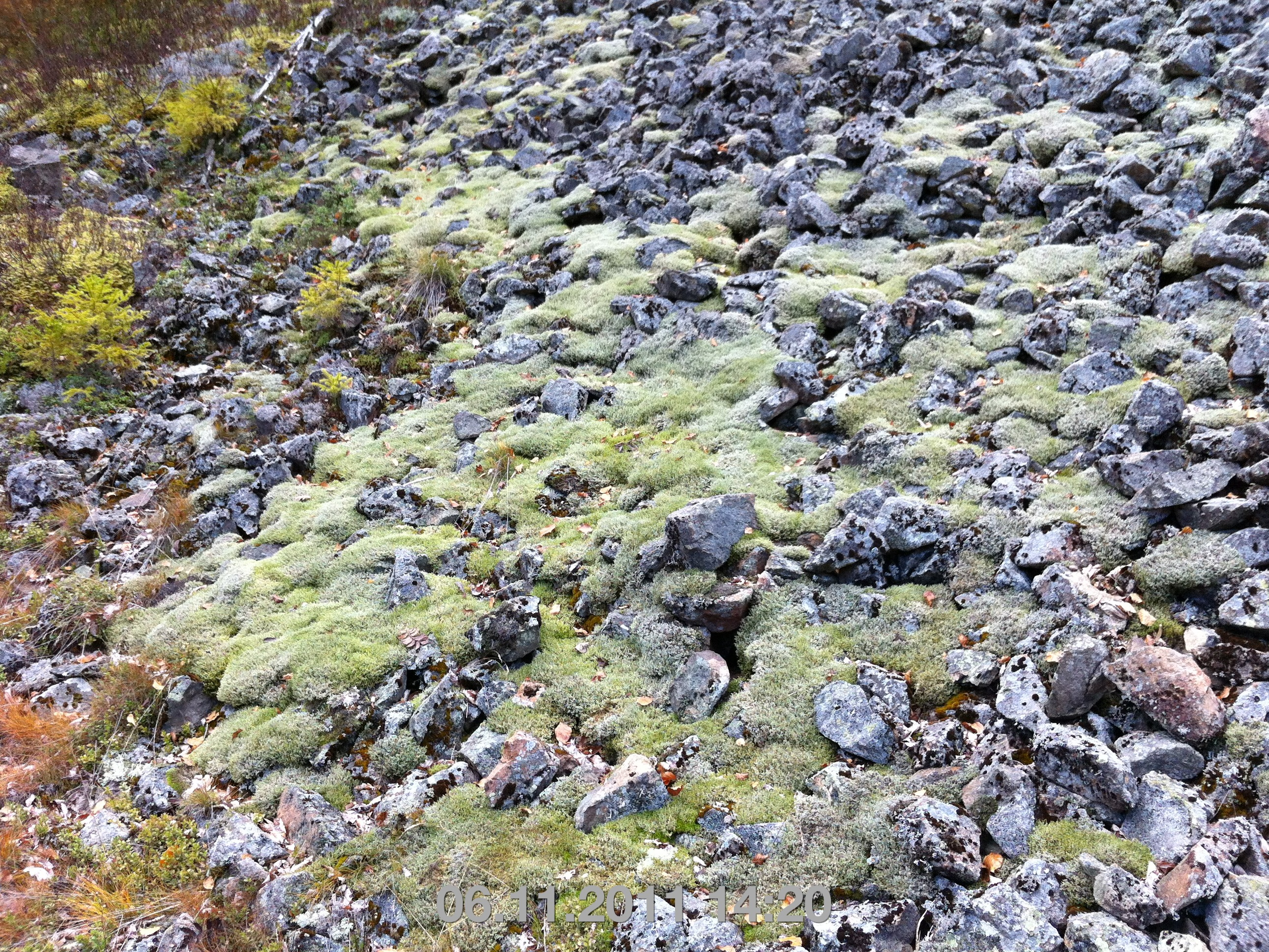
Moos auf Blockhalde in Präg/Südschwarzwald

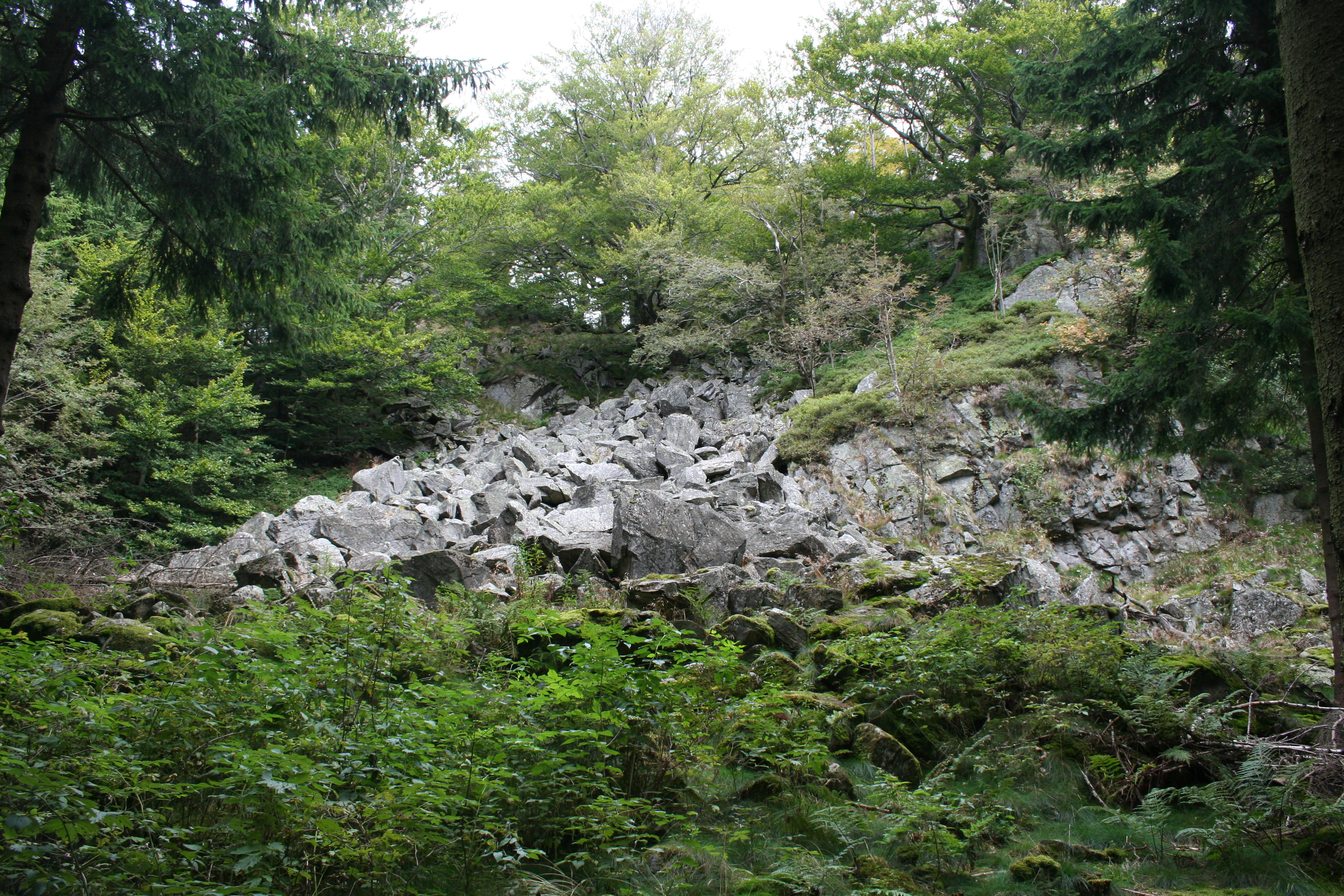
Anstehender Basalt (rechts) und Blockhalde an den sogenannten Bubenbader Steinen, Milseburger Kuppenrhön

Blockhalden sind große Ansammlungen von Steinblöcken mit Durchmessern fast ausschließlich über 20 cm an Hängen, die als frostgeprägte (periglaziale) Erscheinung entweder unmittelbar unter der heutigen Schneegrenze liegen (Solifluktionsstufe) oder ein Relikt von während der Eiszeit entstandenen Formen darstellen.   
Sie sind auf Grund ihrer Wärme, Trockenheit und dem Mangel an Feinmaterial ein besonderer Lebensraum für Tiere und Pflanzen. Manche, insbesondere touristisch genutzte Blockhalden werden allgemein auch als Felsenmeere oder Blockmeere bezeichnet, bei langgestreckter Ausbildung auch als Steinflüsse (z. B. im Witoscha-Gebirge).
Blockhalden entstehen durch physikalische Verwitterung, genauer durch Frostsprengung sehr harter Gesteine (beispielsweise Granit, Kalkstein oder Quarzit), und werden durch die Gesteinshebung im Prozess der Solifluktion sortiert. Die Gesteine werden durch Gravitation in größeren Blöcken und kleineren Kies- und Sandfraktionen angeordnet, sodass sich die kleineren Fraktionen unterhalb oder vor den Blöcken finden.

## Unterschied zur Geröllhalde
Wegen dieser Entstehungsart fehlt den Blockhalden – im Unterschied zu Schutt- oder Geröllhalden (geologisch Talus) – der Anteil an Kies und Sand. Dies führt dazu, dass Wasser schnell ablaufen kann und auch angewehter Humus bald weggespült wird. Auf Felsen dagegen gibt es Felsspalten oder Felsbänder, in denen sich Feinerde ansammeln kann. Daher unterscheiden sich die Lebensräume sehr, so dass eine völlig andere Vegetation vorliegt. Außer Algen, Moosen und Flechten findet sich dabei häufig fast kein pflanzliches Leben auf der Blockhalde.
Da Blockhalden allein durch die Schwerkraft angehäuft wurden, weisen sie im Unterschied zu von Wasser angespülten Blockmeeren eine höhere Steigung auf. Deshalb und wegen der großen, unregelmäßigen Zwischenräume der Einzelblöcke ist das Begehen solcher Halden gefährlich; am Semmering (siehe 1. Bild) hat es schon zu mehreren Bergunfällen geführt.
Einige Blockhalden sind die Überreste ehemaliger Blockgletscher, so beispielsweise der Schafstein.

## Einfluss auf das lokale Mikroklima
Tief im Inneren einer mächtigen Blockhalde kann sich eine größere Eismenge befinden, die das Relikt eines Blockgletschers sein kann. Das Eis mit seiner Kristallisationsenthalpie sorgt sowohl für die Wärmespeicherung als auch für die Beibehaltung einer weitgehend konstant niedrigen Temperatur im Inneren der Blockhalde. Im Winter kann die Außentemperatur dennoch deutlich tiefer sein als die Temperatur im Inneren der Blockhalde. Dann entsteht eine Luftströmung, bei der kalte Luft an ihrem unteren Ende in die Blockhalde einströmt, sich erwärmt und an ihrem oberen Ende austritt. Dabei kühlt sich das Innere der Halde ab und die Eismenge wächst. Im Sommer ist die Lufttemperatur deutlich höher als im Inneren der Blockhalde und die Luftströmung verläuft umgekehrt: Warme Luft dringt am oberen Ende in die Halde ein, erwärmt das Innere, kühlt sich dabei selbst ab und strömt am unteren Ende der Halde wieder aus. Diese Kaltluftaustritte können sich dadurch äußern, dass sich dort bis in den Sommer hinein Eis halten kann. Je größer die Temperaturunterschiede zwischen der Außenluft und dem Inneren der Blockhalde, desto stärker ausgeprägt ist der Effekt. Daher macht er sich im Frühjahr und Herbst nur wenig bemerkbar.
Der beschriebene Effekt wirkt sich auch auf die Pflanzenwelt im Bereich der Blockhalde aus: Im oberen Bereich können sich wärmeliebende Pflanzen halten, da dieser Bereich im Winter durch die austretende wärmere Luft häufig eisfrei ist. Im Sommer dagegen wird dort wärmere Luft „angesaugt“, so dass die Felsen sich stärker und auch in größerer Tiefe erwärmen und damit in der Nacht wärmer als die Umgebung sind.
Am Fuß der Blockhalde sorgt im Sommer die ausströmende kalte Luft für die Bildung von Kondenswasser bzw. für eine geringe Verdunstungsrate. Dadurch können sich dort sogenannte Kondenswassermoore bilden. Das Wachstum von Torfmoosen und anderen Moosen ist durch die hohe Feuchtigkeit sehr üppig. Außerdem können sich durch die kühlere Luft Hochgebirgspflanzen behaupten, die sonst nach der Eiszeit aus den meisten Gegenden Mitteleuropas verdrängt wurden.
Auf den Effekt zurückzuführen ist u. a. die auch im Sommerhalbjahr nahe dem Gefrierpunkt liegende Austrittstemperatur des Wassers der Eisquelle am Hohen Meißner.